# Masae Suzuki
Masae Suzuki (jap. 鈴木 政江, Suzuki Masae; * 21. Januar 1957 in Chiba) ist eine ehemalige japanische Fußballtorhüterin.

## Karriere

### Verein
Sie begann ihre Karriere bei Mitsubishi Heavy Industries, wo sie von 1977 bis 1984 spielte. Danach spielte sie bei Nissan FC Ladies (1985–1989), Nikko Securities Dream Ladies (1990–1991) und JEF United Ichihara (2002–2004).

### Nationalmannschaft
Suzuki absolvierte ihr erstes Länderspiel für die japanischen Nationalmannschaft am 24. Oktober 1984 gegen Italien. Sie wurde in den Kader der Weltmeisterschaft der Frauen 1991 berufen. Insgesamt bestritt sie 45 Länderspiele für Japan.